# Зедорф (Лауенбург)
Зедорф (њем. Seedorf) општина је у њемачкој савезној држави Шлезвиг-Холштајн. Једно је од 131 општинског средишта округа Херцогтум Лауенбург. Према процјени из 2010. у општини је живјело 528 становника. Посједује регионалну шифру (AGS) 1053117.

## Географски и демографски подаци
Зедорф се налази у савезној држави Шлезвиг-Холштајн у округу Херцогтум Лауенбург. Општина се налази на надморској висини од 45 метара. Површина општине износи 27,9 km². У самом мјесту је, према процјени из 2010. године, живјело 528 становника. Просјечна густина становништва износи 19 становника/km².